# Amsterdam Crusaders 2013
Questa voce raccoglie le informazioni riguardanti gli Amsterdam Crusaders nella stagione 2013.

## Eredivisie

### Stagione regolare
| 10 marzo 2013 2ª giornata | Lightning Leiden | 6 – 32 | Amsterdam Crusaders |  |

| 17 marzo 2013 3ª giornata | Amsterdam Crusaders | 2 – 26 | Lelystad Commanders |  |

| 24 marzo 2013 4ª giornata | Amstelland Panthers | 0 – 20 | Amsterdam Crusaders |  |

| 7 aprile 2013 5ª giornata | Lelystad Commanders | 6 – 32 | Amsterdam Crusaders |  |

| 21 aprile 2013 6ª giornata | Den Haag Raiders '99 | 6 – 48 | Amsterdam Crusaders |  |

| 5 maggio 2013 8ª giornata | Amsterdam Crusaders | 20 – 0 | Lightning Leiden |  |

| 19 maggio 2013 10ª giornata | Amsterdam Crusaders | 8 – 28 | Alphen Eagles |  |

| 9 giugno 2013 13ª giornata | Amsterdam Crusaders | 53 – 12 | Den Haag Raiders '99 |  |

### Playoff
| 23 giugno 2013 Semifinale | Amsterdam Crusaders | 27 – 20 | Amstelland Panthers |  |

| 7 luglio 2013 Tulip Bowl | Alphen Eagles | 23 – 12 | Amsterdam Crusaders |  |

## Statistiche di squadra
| Competizione           | %Vittorie | In casa | In casa | In casa | In casa | In casa | In casa | In trasferta | In trasferta | In trasferta | In trasferta | In trasferta | In trasferta | Totale | Totale | Totale | Totale | Totale | Totale |
| Competizione           | %Vittorie | G       | V       | N       | P       | Pf      | Ps      | G            | V            | N            | P            | Pf           | Ps           | G      | V      | N      | P      | Pf     | Ps     |
| ---------------------- | --------- | ------- | ------- | ------- | ------- | ------- | ------- | ------------ | ------------ | ------------ | ------------ | ------------ | ------------ | ------ | ------ | ------ | ------ | ------ | ------ |
| ED - Stagione regolare | .750      | 4       | 2       | 0       | 2       | 83      | 66      | 4            | 4            | 0            | 0            | 132          | 18           | 8      | 6      | 0      | 2      | 215    | 84     |
| ED - Playoff           | .500      | 1       | 1       | 0       | 0       | 27      | 20      | 1            | 0            | 0            | 1            | 12           | 23           | 2      | 1      | 0      | 1      | 39     | 43     |
| Totale                 | .700      | 5       | 3       | 0       | 2       | 110     | 86      | 5            | 4            | 0            | 1            | 144          | 41           | 10     | 7      | 0      | 3      | 254    | 127    |